# Ünal Karaman
Ünal Karaman est un ancien footballeur et homme politique turc né le 29 juin 1966 dans la ville de Konya.

## Biographie
Il joua en équipe jeune de Konyaspor.
En 1984, il est transféré à Gaziantepspor. En cette année, pour la première fois de sa carrière, il joua en équipe nationale turque mais aussi en ligue 2.
En 1986, il est transféré à Malatyaspor. Avec ce club, en 1988, il arriva en 3e place de sa ligue.
En 1990, il est transféré à Trabzonspor. Il joua longtemps dans ce club.
En 1999, il est transféré au Ankaragücü. Il y joua un an puis arrêta sa carrière de footballeur.
En 2000-2004, il est l'entraîneur adjoint de l'équipe nationale de football.
À partir du 26 septembre 2007, il fait travailler le club de Konyaspor.
Le 24 mars, il démissionna de son poste d'entraîneur.
Le 18 mai 2009, il redevient l'entraîneur de Konyaspor
Le 30 mai 2009, après une dernière rencontre avec Ankaraspor, il quitte son poste d'entraîneur car il avait accepté cette mission pour uniquement les deux dernières rencontres de la saison 2008/2009.
Il est nommé comme le deuxième entraîneur de Trabzonspor en 2009.
Il est élu député en 2023 à Konya pour Le Bon Parti.